# Валки (Сумський район)
Ва́лки —  село в Україні, у Лебединській міській громаді Сумського району Сумської області. Населення становить 68 осіб. До 2020 орган місцевого самоврядування — Ворожбянська сільська рада.

## Географія
Село Валки знаходиться на відстані 3 км від правого берега річки Псел. Примикає до села Облоги (Сумський район), на відстані 1 км розташоване село Лісне (зняте з обліку в 1988 році). До села примикають невеликі лісові масиви. Поруч проходить автомобільна дорога Т 1909.

## Історія
За даними на 1864 рік на власницькому хуторі Лебединського повіту Харківської губернії, мешкало 53 особи (24 чоловічої статі та 29 — жіночої), налічувалось 3 дворових господарства.
12 червня 2020 року, відповідно до Розпорядження Кабінету Міністрів України № 723-р «Про визначення адміністративних центрів та затвердження територій територіальних громад Сумської області», увійшло до складу Лебединської міської територіальної громади.
19 липня 2020 року, після ліквідації Лебединського району, село увійшло до Сумського району.